# (15076) Joellewis
(15076) Joellewis est un astéroïde de la ceinture principale.

## Description
(15076) Joellewis est un astéroïde de la ceinture principale. Il fut découvert le 18 janvier 1999 à Socorro (Nouveau-Mexique) par le projet LINEAR. Il présente une orbite caractérisée par un demi-grand axe de 2,48 UA, une excentricité de 0,13 et une inclinaison de 6,7° par rapport à l'écliptique.

## Compléments